# SOUL電波
『SOUL電波』（ソウルでんぱ）は、クレイジーケンバンドの9枚目のオリジナル・アルバム。Almond EyesにAlmond Eyesよりリリース。

## 概要
結成10周年を迎えた、CKBの新作。
三菱地所CMソング「生きる。」ドラマ主題歌である先行シングル「てんやわんやでですよ」収録。
2015年1月28日にアナログ盤が発売された。

## チャート成績
オリコンチャート最高6位を記録。

## 収録曲
作詞・作曲：横山剣（特記以外）
作詞・作曲：横山剣/スモーキー・テツニ（10）
作詞：横山剣/菅原愛子/スモーキー・テツニ/Sami-T（13）
作詞：横山剣/菅原愛子（14）
作曲：高橋利光（1）Sami-T（13）
1. INTRO:SOUL電波　0:51
2. プレイボーイ革命　3:52
3. TIKI TIKI TROPICAL KINGDOM　3:37
4. タオル　4:33
5. ヒルトップ・モーテル　5:20
6. SUNSHINE 888　4:42
7. EYE CATCH 1「8月8日」　0:17
8. 路面電車　5:02
9. バンコクの休日　3:53
10. モンスター・スピード　3:52
11. HEMI HEMI DODGE CRUISING　4:31
12. EYE CATCH 2「横浜名物」　0:25
13. RISE & SHINE w/Sami-T from TC Movements for Mighty Crown Ent　3:11
14. SUMMER TIME　5:02
15. LADY MUSTANG　4:39
16. 東京から来た女　4:21
17. てんやわんやですよ（album version）　4:24
18. NOSSAN'S WORKOUT　5:18
19. EYE CATCH 3「お盆休み」　0:16
20. 生きる。　4:04
21. RESPECT! OTOSAN　3:47